# فوتبال تکاملی حرفه‌ای ۲۰۱۲
فوتبال تکاملی حرفه‌ای ۲۰۱۲ (به انگلیسی: Pro Evolution Soccer 2012) (اختصاری PES 2012)، یک بازی شبیه‌ساز فوتبال است که توسط کونامی ساخته شده‌است. این بازی در تاریخ سپتامبر ۲۰۱۱ منتشر شد.